# Església de San Pedro (Plasència)
San Pedro és un temple catòlic a la ciutat de Plasència (província de Càceres, Extremadura, Espanya). És un dels més antics del municipi i també un dels que menys modificacions ha sofert al llarg de la història. Es troba al costat de la muralla de la ciutat, al carrer de San Pedro, al que dona nom. Té motius romànics a la portada i a l'absis.